# بنیاد پهلوی
بنیاد پهلوی یک سازمان غیرانتفاعی خیریه بود که از وقف بخش بزرگی از اموال رضا شاه، محمدرضا شاه و دیگر اعضای خاندان پهلوی در سال ۱۳۳۷ تشکیل شد و از مهمترین بنیادهای اقتصادی و فرهنگی دربار پهلوی به‌شمار می‌آمد. پس از انقلاب ۱۳۵۷ نام این بنیاد به بنیاد علوی تغییر یافت و با تشکیل بنیاد مستضعفان انقلاب اسلامی بخش عمده دارایی‌های این بنیاد به بنیاد مستضعفان منتقل شد.

## تاریخچه
در شهریور ۱۳۲۰ بلافاصله پس از استعفا و تبعید رضاشاه از سلطنت و کشور، موجی از اعتراض و درخواست بازپس‌گیری اموال توقیف‌شده توسط رضاشاه پدیدار شد و به مجلس و مطبوعات کشیده شد. محمدرضا پهلوی در ۳۰ شهریور ۱۳۲۰ در یکی از نخستین اقدامات خود تمام املاک، مستغلات و کارخانجاتی را که از پدرش به وی رسیده بود، به دولت واگذار کرد تا در عمران و آبادانی کشور و امور خیریه صرف شود و اگر کسانی باشند که نسبت به املاک ادعای غبنی داشته باشند، پس از رسیدگی به شکایت آن‌ها از محل همین املاک رفع ادعا بشود.
اما در ۲۰ تیر ۱۳۲۸ دولت محمد ساعد با ارائه لایحه‌ای به مجلس درخواست بازگشت این اموال به خاندان پهلوی را کرد و بر اساس ماده واحده‌ای که در مجلس تصویب شد، قرار شد این اموال با نام «موقوفهٔ خاندان پهلوی» اداره شده و عواید ناشی از این دارایی‌ها صرف امور خیریه شود. محمدرضا پهلوی هم دستور تأسیس «سازمان املاک و مستغلات پهلوی» را جهت ادارهٔ دارایی‌های مذکور صادر کرد و در ۱۳۳۷ «بنیاد پهلوی» را جایگزین این سازمان کرده و بخشی از مایملک خود از مهمانخانه‌ها، سهام کارخانه‌ها، شرکت‌ها و بانک‌ها را در اختیار این بنیاد قرار داد. در مهر ۱۳۴۰، شاه فرمان وقف دارایی بنیاد پهلوی به امور خیریه را صادر کرد.
بنیاد پهلوی ضمن اعطای بورسیه تحصیلی به افرادِ بااستعداد ولی کم درآمد در کارهای عمرانی نظیر ساخت پل آبادان به خرمشهر نیز شرکت می‌کرد.این بنیاد با اعطای کمک مالی به جعفر اخوان جلوی نابودی صنعت اتومبیل را گرفت.
محمدرضا شاه در آخرین ماه‌های سلطنتش، هم‌زمان با اوج‌گیری انقلاب، کلیه املاک اختصاصی خود را به بنیاد پهلوی انتقال داد. یکی از برنامه‌های اصلی دولت شاپور بختیار بازگرداندن بنیاد پهلوی به دولت بود. مجلس شورای ملی لایحهٔ بازگرداندن بنیاد پهلوی را، که به گفته بختیار به کانون فساد تبدیل شده بود، به دولت در این دوران تصویب کرد.
بنا بر ادعای محمد یگانه و قاسم لاجوردی در مصاحبه‌های انجام شده با پروژه تاریخ شفاهی ایران شخص شاه در تخلفات صورت گرفته در این بنیاد نقشی نداشته و حتی به محمد یگانه دستور رسیدگی به تخلفات می‌دهد.
پس از پیروزی انقلاب، این بنیاد، به «بنیاد علوی» تغییر نام یافت و سرپرست آن در اسفند ۱۳۵۷ از سوی نخست‌وزیر دولت موقت، منصوب شد. با تصویب قانون ملی شدن بانک‌ها و شرکت‌های بیمه و بازرگانی در خرداد ۱۳۵۸، سهام بنیاد پهلوی در بانک‌ها و شرکت‌های ملی شده به تملک دولت درآمد. بعد از تأسیس «بنیاد مستضعفان» و ایجاد سازمان‌های تخصصی آن، بخشهای مختلف بنیاد علوی، مانند کارخانه‌ها و هتل‌ها به سازمان‌های تابعه بنیاد مزبور انتقال یافت و فقط املاک بنیاد پهلوی همچنان در اختیار بنیاد علوی ماند. سپس طبق حکم دادگاه‌های ویژه اصل ۴۹ قانون اساسی، در بهمن ۱۳۷۴، کلیه اموال و املاک بنیاد علوی به مالکیت «بنیاد مستضعفان و جانبازان انقلاب اسلامی» درآمد.

## قدرت اقتصادی
بنیاد پهلوی در پس نقاب خیریه از سه راه به نظام کمک می‌کرد: به عنوان یک خزانه مالیاتی مطمئن، به عنوان ابزاری برای اعمال نفوذ و کنترل اقتصاد کشور از طریق سرمایه‌گذاری در بخش‌هایی از اقتصاد و به مثابه یک منبع ذخیره مالی برای تأمین آینده سلطنت.
ماروین زونیس معتقد است بنیاد پهلوی مهمترین قدرت اقتصادی در ایران پس از دولت بوده و نقش کلیدی در تمام عرصه‌های زندگی عمومی ایرانیان داشته‌است. بی‌تردید بخش بزرگی از منابع مالی بنیاد در فعالیت‌های تجاری و برای حفظ قدرت اقتصادی آن مصرف می‌شده و بخش کوچکتری از سرمایه‌های بنیاد به اهداف خیریه صرف اختصاص یافته‌بود.

## دارایی
محمد سوادگر در کتاب «رشد روابط سرمایه‌داری در ایران» فهرستی از املاک بنیاد پهلوی یا بنگاه‌ها و شرکت‌هایی که بنیاد در آن سهامدار بوده، ارائه داده‌است:

### بانک‌ها، شرکت‌های سرمایه‌گذاری و بیمه‌ها
- ۱. بانک عمران (صددرصد): سرمایه ۵ میلیارد ریال. جمع دارایی‌ها ۷۵ میلیارد ریال. سرمایه‌گذاری‌ها ۴/۱ میلیارد ریال. سود سهام ۳۰۰ میلیون ریال.
- ۲. بانک ایرانشهر (۳۰ درصد): سرمایه ۳ میلیارد ریال. مجموع دارایی‌ها ۳۸ میلیارد ریال.
- ۳. بانک توسعه صنعتی ایران (۳/۱ درصد). سرمایه ۳ میلیارد ریال (ارزش سهام بنیاد در حد هفتصد هزار دلار).
- ۴. بانک اعتبارات (۲ درصد): سرمایه ۵/۱ میلیارد ریال.
- ۵. بانک ایران و انگلیس (۱ درصد): ۲۰۰ سهم از ۲۰۰۰۰ سهم اولیه، تصور بر این است که بعداً سهام عمده‌تری توسط بنیاد خریداری شده‌است. سرمایه یک میلیارد ریال.
- ۶. صندوق تضمین صنعتی (درصد نامعلوم): سرمایه ۱۱ میلیون دلار (حدود هفتاد و هفت میلیون تومان).
- ۷. عمران ترینوال (۳۰ درصد متعلق به بانک عمران): سرمایه ۱۲میلیون ریال.
- ۸. شرکت سرمایه‌گذاری ایرانشهر (۲۱ درصد سهام از طریق مشارکت در بانک ایرانشهر): سرمایه ۷۰ میلیون ریال.
- ۹. بانک فرست نشنال ویسکانسین میلواکی- آمریکا (۵ درصد سهام از طریق بانک عمران)
- ۱۰. هیسپان- ایران(۱۱ درصد) سرمایه ۰۰۰/۱۵۰دلار (حدود یک میلیون و پنجاه هزار تومان) گروه خدمات و سرمایه‌گذاری ایران و اسپانیا
- ۱۱. بیمه ملی (۸۰ درصد) به ارزش ۸۰۰ میلیون ریال.

### املاک
هتل‌ها: (۱۰۰درصد)
- ۱ - در تهران: دربند، هیلتون، اوین، ونک.
- ۲ - ساحل دریای خزر: هتل جدید بابلسر، هتل قدیم و جدید چالوس، هایت خزر، هتل قدیم و جدید رامسر.
- ۳ - بقیه: هتل خرمشهر، هتل شیراز، هتل مشهد، هتل بوعلی، هتل شاهی، هتل آبعلی آمل، متل جدید سخت سر، هتل‌های قدیم و جدید گچسر.

مجموعه‌های گردشگری - تفریحی
- ۱ - مجموعه گردشگری - تفریحی نمک آبرود در نزدیکی چالوس (۱۰۰درصد)
- ۲ - ویلا در رامسر (۱) و بابلسر (۱مجموعه) (۱۰۰درصد).
- ۳ - باشگاه و کازینو رامسر، کازینوهایت، کازینو کیش (۱۰۰درصد).
- ۴ - طرح عمران جزیره کیش (۲۰ درصد از طریق بانک عمران). ۳ هتل، یک کازینو و ۱۰۰۰ ویلا.
- ۵ - رستوران فرودگاه مهرآباد در تهران (۲۵ درصد).

مسکونی/تجاری
- ۱ - شرکت شهرآرام (۴ درصد). پروژه شهرک سازی.
- ۲ - پروژه بنگالوسازی در نزدیکی نیاوران- تهران (۲۱۹ واحد) (۱۰۰ درصد).
- ۳ - طرح برج‌های ونک (سه برج چندین طبقه مسکونی و تجاری) (۱۰۰ درصد).
- ۴ - طرح توسعه فرحزاد (۳۰درصد متعلق به بانک عمران). ۲۵۰۰۰ واحد مسکونی گران قیمت.
- ۵ - لویت شهر (درصد نامعلوم). یک پروژه پانصد میلیون دلاری شهرسازی از طریق بانک عمران.

بین‌المللی
- ۱ - ساختمان بنیاد پهلوی در آونو پنجم در خیابان پنجاه و دوم نیویورک (۱۰۰ درصد). ارزش دفتری در سال ۱۳۵۴، ۵/۱۴ میلیون دلار (حدود یک میلیارد ریال)
- ۲ - پروژه کانال استریت در نیو اورلئان (درصد نامعلوم).
- ۳ - ساختمان ۶۵۰ خیابان پنجم، یک برج ۳۶ طبقه ۱۵۰ متری در مرکز راکفلر خیابان ۵۲ام نیویورک

### مایملک صنعتی
صنایع ساختمانی
- سیمان تهران (۲۵درصد): سرمایه ۱۵/۱ میلیارد ریال.
- سیمان فارس و خوزستان (سهام قابل توجه): سرمایه ۳۰۵ میلیارد ریال.
- ۳ - ایرانیت (۳۰ درصد): سرمایه (واردات سیمان، پنبه نسوز، متعلقات و لوله آلات چدنی)
- ۴ - پاناسوز- سهام از طریق سیمان فارس و خوزستان (۹۵ درصد)
- ۵ - مونتکس (۳۵ درصد): سرمایه ۱۲ میلیون ریال. (سازه‌های فولادی. ژوئن ۱۹۷۷ منحل شد)
- ۶ - شرکت معدنی سنگواره (۴۰ درصد)

صنایع اتومبیل‌سازی
- ۱ - جنرال موتورز ایران (۱۰ درصد): سرمایه ۵/۱ میلیارد ریال.
- ۲ - بی. اف. گودریچ ایران (۵/۹ درصد): سهام بنیاد بعد از آنکه شرکت آمریکایی مادر ۵۸ درصد سهامش را فروخت به ۴۵ درصد رسید. سرمایه ۹۱۷ میلیون ریال.
- ۳ - هپکو (۱۰ درصد سهام متعلق به بانک عمران). تصور بر این است که بنیاد ۴۵درصد سهام این شرکت را داراست.